# Richard Dean Anderson
Richard Dean Anderson (Minneapolis, 23 de janeiro de 1950) é um ator e produtor de televisão norte-americano. 
Aposentado das telas desde 2012, ficou conhecido pelo papel de MacGyver na série homônima de TV. Interpretou também o general-de-brigada Jack O'Neill, no seriado Stargate SG-1, e participou do filme Médicos, Loucos e Apaixonados, de 1982. 
Trabalha em causas humanitárias e é membro do grupo defensor da vida marinha Sea Shepherd Conservation Society.
Vive em Malibu, Califórnia, com sua família.

## Filmografia
| Ano        | Título                                    | Papel                                                       | Notas                                                                |
| ---------- | ----------------------------------------- | ----------------------------------------------------------- | -------------------------------------------------------------------- |
| 1976– 1981 | General Hospital                          | Dr. Jeff Webber                                             | Série de TV                                                          |
| 1982       | Young Doctors in Love                     | Drug Dealer                                                 |                                                                      |
| 1982– 1983 | Seven Brides for Seven Brothers           | Adam McFadden                                               | Série de TV                                                          |
| 1983       | Emerald Point N.A.S.                      | Navy Lt. Simon Adams                                        | Série de TV                                                          |
| 1983       | DC Cab                                    | Bad Guy                                                     |                                                                      |
| 1985– 1992 | MacGyver                                  | Angus MacGyver                                              | Série de TV                                                          |
| 1986       | Ordinary Heroes                           | Tony Kaiser                                                 |                                                                      |
| 1986       | Odd Jobs                                  | Spud                                                        |                                                                      |
| 1992       | In the Eyes of a Stranger                 | Jack Rourke                                                 | TV                                                                   |
| 1992       | Through the Eyes of a Killer              | Ray Bellano                                                 | TV                                                                   |
| 1994       | MacGyver: Lost Treasure of Atlantis       | Angus MacGyver                                              | TV                                                                   |
| 1994       | Beyond Betrayal                           | Bradley Matthews                                            | TV                                                                   |
| 1994       | MacGyver: Trail to Doomsday               | Angus MacGyver                                              | TV                                                                   |
| 1995       | Legend                                    | Ernest Pratt/Nicodemus Legend                               | Série de TV                                                          |
| 1995       | Past the Bleachers                        | Bill Parish                                                 | TV                                                                   |
| 1996       | Pandora's Clock                           | Capt. James Holland                                         | TV                                                                   |
| 1997       | Fallout: A Post-Nuclear Role-Playing Game | Mayor Killian Darkwater (voice)                             | Videojogo                                                            |
| 1997       | Firehouse                                 | Lt. Michael Brooks                                          | TV                                                                   |
| 1997– 2007 | Stargate SG-1                             | Colonel/Brigadier General/Major General Jack O'Neill (USAF) | (Assiduamente entre 1997–2005, ocasionalmente 2005–2007) Série de TV |
| 2008       | Stargate: Continuum                       | Major General Jack O'Neill, USAF                            | Filme                                                                |
| 2011       | Fairly Legal                              | David Smith                                                 | Série de TV (para 5 episódios)                                       |
| 2012       | MacGyver and the new Citan                | MacGyver                                                    | Publicidade/Pequenos Episódios                                       |